# Várnagy Zoltán (színművész)
Várnagy Zoltán (Pécs, 1960. október 3. – Budapest, 1996. január 4.) magyar színész.

## Életpályája
Érettségi után fényképésztanuló lett. Másodszorra sikerült a felvételije a főiskolán. 1985-ben diplomázott színészként a Színház- és Filmművészeti Főiskolán: Kállai Ferenc, Szirtes Tamás és Sztankay István osztályában. Erről így nyilatkozott: 

„Sokat adtak nekünk, mindegyikük más-más stílussal ismertetett meg bennünket. Szirtes Tamásnál főleg Shakespeare-művekkel, Kállai Ferencnél orosz klasszikusokkal, Sztankay Istvánnál pedig magyar vígjátékokkal foglalkoztunk.”

 Először a Veszprémi Petőfi Színház szerződtette. 1991-től a Pécsi Nemzeti Színház művésze volt. Prózai és zenés darabokban egyaránt játszott. Utolsó szerepe az Óz című musical Gyáva oroszlánja volt, a Vígszínházban. 1995. december 25-én egy délutáni előadáson a színpadon rosszul lett, és tíz nappal később meghalt. 35 éves volt.

## Fontosabb színházi szerepei
- William Shakespeare: Szentivánéji álom...Orrondi
- George Bernard Shaw: Szent Johanna...Kékszakáll
- Anton Pavlovics Csehov: Cseresznyéskert...Trofimov, Pjotr Szergejevics, diák
- Anton Pavlovics Csehov: Ivanov...Koszih, Dmitrij Nyikitics, tisztviselő
- Charles Dickens: A Pickwick klub...Tracy Tupman, a Pickwick klub tagja
- Spiró György: Az imposztor...Ügyelő
- Gyurkovics Tibor: Fekvőtámasz...Írnok
- Georges Feydeau: Fel is út, le is út...Fontanet, hírlapíró
- Szirmai Albert – Bakonyi Károly – Gábor Andor: Mágnás Miska...Mixi gróf
- Moravetz Levente – Fillár István: Noé...Noé

## Filmek, tv
- Bevégezetlen ragozás (1985)
- Linda (sorozat) Pop pokol című rész (1986)
- Férfi és nő (1986)
- Cikász és a halló pálmák (1990)
- Família Kft. (sorozat)  A szentpénz című rész (1991)
- 40 Millió (1994)...Bálna
- A körtvélyesi csíny (1995)...Levinczy, fiskális
- Sztracsatella